# Caterine Ibargüen
Caterine Ibargüen Mena (Apartadó, 12 de fevereiro de 1984) é uma saltadora colombiana, bicampeã mundial e campeã olímpica do salto triplo. Além desta modalidade, também compete no salto em distância e salto em altura.

## Carreira
Criada pela avó, ainda criança seus pais se separaram, com seu pai indo morar na Venezuela e sua mãe trabalhando como cozinheira nas minas de ouro de Antioquia. Começou no esporte jogando voleibol antes de mudar para o atletismo aos 12 anos; mostrando talento, foi convidada a se mudar para Medellin, onde as condições de treinamento eram melhores que em sua pequena cidade. Treinando na "Villa Deportiva", um centro de atletismo moderno, sob as orientações do técnico cubano  Jorge Luis Alfaro, passou a se dedicar ao salto em altura.
Ganhou sua primeira medalha internacional em 1999, aos 15 anos, um bronze no Campeonato Sul-americano de Atletismo, em Bogotá. No ano seguinte conseguiu sua primeira vitória nos Jogos Bolivarianos realizados em  Ambato, Equador. Competindo entre o salto em altura e o salto triplo, conquistou diversas medalhas nos anos seguintes em campeonatos regionais  como o Campeonato Pan-americano Júnior de Atletismo e os Jogos Centro-Americanos e do Caribe.
Recordista colombiana do salto em altura com 1,93 m, competiu nesta modalidade em Atenas 2004, sendo eliminada nas qualificatórias. Atleta versátil, também competidora dos 100 m c/ barreiras, lançamento de dardo e lançamento de peso, seu maior sucesso entretanto veio no salto triplo. Recordista sul-americana desta prova com o recorde pessoal de 15,31 m, foi medalha de bronze no Mundial de Daegu 2011 e medalha de ouro nos Jogos Pan-Americanos de Guadalajara, onde também ganhou um bronze no salto em distância.
Em Londres 2012, ela conquistou a medalha de prata olímpica, a primeira de seu país no atletismo de campo, com um salto de 14,80m em sua última tentativa. Esta foi a primeira medalha olímpica da Colômbia desde o bronze da velocista Ximena Restrepo em Barcelona 1992. Em Moscou 2013, tornou-se campeã mundial do salto triplo, com um salto de 14,85m.
Em Toronto 2015 conquistou sua terceira medalha pan-americana e o bicampeonato no salto triplo, com um salto de 15,08 m. Um mês depois sagrou-se bicampeã mundial em Pequim 2015, com um salto de 14,90 metros.
Nos Jogos Olímpicos Rio 2016 conquistou a medalha  de ouro com um salto de 15,03 m, a primeira medalha de ouro da Colômbia no atletismo olímpico. No ano seguinte, ficou com a prata no Mundial de Londres 2017. Em Doha 2019, o campeonato mundial seguinte, conseguiu apenas a medalha de bronze, num ano prejudicado por várias contusões que a fizeram abdicar de disputar o salto em distância na mesma competição.
Em Tóquio 2020, ficou apenas em décimo lugar e assistiu sua grande adversária Yulimar Rojas quebrar o recorde mundial da prova.

## Melhores marcas
- Salto triplo – 15,31 m (Mônaco, 2014)
- Salto em altura – 1,93 m (Cali, 2005)
- Salto em distância – 6,73 m (Bogotá, 2012)